# Sollevamento pesi ai Giochi della XXVII Olimpiade
Nel 2000 nelle Olimpiadi estive che si svolsero in Australia a Sydney, il sollevamento pesi si svolse in due tornei a seconda del sesso dell'atleta:
- quello femminile con 7 categorie (a seconda del peso) si tenne dal 17 settembre al 22 settembre.
- quello maschile suddiviso in 8 categorie dal 16 settembre al 26 settembre.

L'Italia è stata rappresentata, in entrambi i tornei, 4 atleti tra uomini e donne.

## Femminile

### Categoria 48 kg
17 settembre
| Pos | Nazione            | Atleta              | Risultato |
| --- | ------------------ | ------------------- | --------- |
|     | Stati Uniti        | Tara Nott           | 185,0     |
|     | Indonesia          | Raema Lisa Rumbewas | 185,0     |
|     | Indonesia          | Sri Indriyani       | 182,5     |
| 4   | Birmania           | Kay Thi Win         | 180,0     |
| 5   | Stati Uniti        | Robin Goad          | 177,5     |
| 6   | Giappone           | Kaori Niyanagi      | 175,0     |
| 7   | Italia             | Eva Giganti         | 170,0     |
| 8   | Francia            | Sabryna Richard     | 157,5     |
| 9   | Brasile            | Maria Jorge         | 135,0     |
| 10  | Papua Nuova Guinea | Dika Toua           | 117,5     |

Squalificata per uso di sostanze dopanti: Izabela Dragneva  Bulgaria 190,0 (1°)

Non classificata: Donka Minčeva  Bulgaria

### Categoria 53 kg
18 settembre
| Pos | Nazione       | Atleta                       | Risultato |
| --- | ------------- | ---------------------------- | --------- |
|     | Cina          | Yang Xia                     | 225,0     |
|     | Taipei cinese | Li Feng-ying                 | 212,5     |
|     | Indonesia     | Winarni Binti Slamet         | 202,5     |
| 4   | Nigeria       | Franca Gbodo                 | 195,0     |
| 5   | Birmania      | Swe Swe Win                  | 195,0     |
| 6   | India         | Thing Baijan Sanamacha Chanu | 195,0     |
| 7   | Giappone      | Mari Nakaga                  | 182,5     |
| 8   | Romania       | Mărioara Munteanu            | 180,0     |
| 9   | Venezuela     | Karla Fernandez Beaumont     | 175,0     |
| 10  | Azerbaigian   | Tarana Abbasova              | 165,0     |

### Categoria 58 kg
18 settembre
| Pos | Nazione        | Atleta                    | Risultato |
| --- | -------------- | ------------------------- | --------- |
|     | Messico        | Soraya Jiménez            | 222,5     |
|     | Corea del Nord | Ri Song-hui               | 220,0     |
|     | Thailandia     | Khassaraporn Suta         | 210,0     |
| 4   | Canada         | Marise Turcotte           | 205,0     |
| 5   | Polonia        | Aleksandra Klejnowska     | 202,5     |
| 6   | Birmania       | Moe Nwe Khin              | 200,0     |
| 7   | Ucraina        | Natalija Skakun           | 197,5     |
| 8   | Bielorussia    | Hanna Bacjuška            | 197,5     |
| 9   | Slovacchia     | Dagmar Danekova           | 187,5     |
| 10  | Australia      | Batasha Barker            | 180,0     |
| 11  | Belgio         | Ingeborg Marx             | 177,5     |
| 12  | Australia      | Meagan Warthold           | 175,0     |
| 13  | Seychelles     | Sophia Vandagne           | 160,0     |
| 14  | Algeria        | Leila Francoise Lassouani | 142,5     |
| 15  | Guam           | Melissa Lynn Fejeran      | 132,5     |

Non classificate: Evelyn Ebhomien  Nigeria, Yuriko Takahashi  Giappone

### Categoria 63 kg
19 settembre
| Pos | Nazione        | Atleta               | Risultato |
| --- | -------------- | -------------------- | --------- |
|     | Cina           | Chen Xiaomin         | 242,5     |
|     | Russia         | Valentina Popova     | 235,0     |
|     | Grecia         | Iōanna Chatzīiōannou | 222,5     |
| 4   | Thailandia     | Saipin Detsaeng      | 222,5     |
| 5   | Corea del Nord | Yong Ok Kim          | 205,0     |
| 6   | Australia      | Amanda Phillips      | 190,0     |
| 7   | Spagna         | Josefa Perez         | 187,5     |
| 8   | Argentina      | Nora Koppel          | 182,5     |
| 9   | Figi           | Kesaia Tawai         | 165,0     |

### Categoria 69 kg
19 settembre
| Pos | Nazione     | Atleta                    | Risultato |
| --- | ----------- | ------------------------- | --------- |
|     | Cina        | Lin Weining               | 242,5     |
|     | Ungheria    | Erzsébet Márkus           | 242,5     |
|     | India       | Karnam Malleswari         | 240,0     |
| 4   | Bulgaria    | Milena Trendafilova       | 232,5     |
| 5   | Bulgaria    | Daniela Kerkelova         | 232,5     |
| 6   | Russia      | Irina Kasimova            | 230,0     |
| 7   | Thailandia  | Pawina Thongsuk           | 225,0     |
| 8   | Polonia     | Beata Prei                | 225,0     |
| 9   | Australia   | Michelle Kettner          | 222,5     |
| 10  | Thailandia  | Aphinya Pharksuphio       | 222,5     |
| 11  | Grecia      | Maria Tatsi               | 220,0     |
| 12  | El Salvador | Eva Maria Dimas Fontanals | 202,5     |
| 13  | Porto Rico  | Ruth Rivera               | 187,5     |
| 14  | Palau       | Valeria Pedro             | 160,0     |

Non classificata: Nagwan Elzawawi  Egitto

### Categoria 75 kg
20 settembre
| Pos | Nazione       | Atleta               | Risultato |
| --- | ------------- | -------------------- | --------- |
|     | Colombia      | María Isabel Urrutia | 245,0     |
|     | Nigeria       | Ruth Ogbeifo         | 245,0     |
|     | Taipei cinese | Kuo Yi-hang          | 245,0     |
| 4   | Corea del Sud | Soon-Hee Kim         | 240,0     |
| 5   | Ungheria      | Gyongyi Likerecz     | 227,5     |
| 6   | Russia        | Svetlana Khabirova   | 227,5     |
| 7   | Stati Uniti   | Cara Heads-Lane      | 222,5     |
| 8   | Dominicana    | Wanda Rijo           | 215,0     |
| 9   | Spagna        | Monica Carrio        | 205,0     |

Non classificate: Karoliina Lundahl  Finlandia, Tatyana Khromova  Kazakistan.

### Categoria oltre 75 kg
22 settembre
| Pos | Nazione       | Atleta            | Risultato |
| --- | ------------- | ----------------- | --------- |
|     | Cina          | Ding Meiyuan      | 300,0     |
|     | Polonia       | Agata Wróbel      | 295,0     |
|     | Stati Uniti   | Cheryl Haworth    | 270,0     |
| 4   | Colombia      | Carmenza Delgado  | 260,0     |
| 5   | Nigeria       | Helen Idahosa     | 250,0     |
| 6   | Germania      | Monique Riesterer | 245,0     |
| 7   | Corea del Sud | Kyung-Ae Mun      | 245,0     |
| 8   | Nuova Zelanda | Olivia Baker      | 235,0     |
| 9   | Ungheria      | Melinda Szik      | 235,0     |
| 10  | Nauru         | Sheeva Peo        | 220,0     |

Non classificata: Vita Rudenok  Ucraina

## Maschile

### Categoria 56 kg
16 settembre
| Pos | Nazione       | Atleta                  | Risultato  |
| --- | ------------- | ----------------------- | ---------- |
|     | Turchia       | Halil Mutlu             | (RM) 305,0 |
|     | Cina          | Wu Wenxiong             | 287,5      |
|     | Cina          | Zhang Xiangxiang        | 287,5      |
| 4   | Taipei cinese | Wang Shin-Yuan          | 285,0      |
| 5   | Cuba          | Sergio Álvarez          | 275,0      |
| 6   | Romania       | Adrian Jigău            | 275,0      |
| 7   | Bielorussia   | Vitalij Dzerbjanëŭ      | 275,0      |
| 8   | Taipei cinese | Chin-Yi Yang            | 270,0      |
| 9   | Ucraina       | Olexandr Lykhvald       | 270,0      |
| 10  | Corea del Sud | Kyu-Dong Hwang          | 267,5      |
| 11  | Colombia      | Nelson Castro           | 260,0      |
| 12  | Guatemala     | Luis Medrano Toj        | 257,5      |
| 13  | Giappone      | Koki Tagashira          | 252,5      |
| 14  | Francia       | Eric Bonnel             | 252,5      |
| 15  | Giappone      | Yasuji Kikuzuma         | 250,0      |
| 16  | India         | Thandava Murthy Muthu   | 245,0      |
| 17  | Australia     | Mehmet Yagci            | 235,0      |
| 18  | Nicaragua     | Orlando Antonio Vasquez | 232,5      |
| 19  | Mauritius     | Gino Frederic Sopprayen | 210,0      |
| 20  | Timor Est     | Martinho De Araujo*     | 157,5      |
| -   | Micronesia    | Manuel Minginfel        | RIT        |

Squalificato per uso di sostanze dopanti: Ivan Ivanov  Bulgaria 292,5 (2°)
*Partecipante sotto bandiera olimpica, come "atleta olimpico individuale"

### Categoria 62 kg
17 settembre
| Pos | Nazione       | Atleta                       | Risultato |
| --- | ------------- | ---------------------------- | --------- |
|     | Croazia       | Nikolaj Pešalov              | 325,0     |
|     | Grecia        | Leonidas Sabanis             | 317,5     |
|     | Bielorussia   | Henadz' Aljaščuk             | 317,5     |
| 4   | Cina          | Le Maosheng                  | 315,0     |
| 5   | Iran          | Seyed Mahd Panzvan Langroudi | 302,5     |
| 6   | Giappone      | Hiroshi Ikehata              | 300,0     |
| 7   | Moldavia      | Vladimir Popov               | 295,0     |
| 8   | Azerbaigian   | Elxan Süleymanov             | 292,5     |
| 9   | Australia     | Yourik Sargsyan              | 290,0     |
| 10  | Ungheria      | Zoltán Farkas                | 287,5     |
| 11  | Nauru         | Marcus Stephen               | 285,0     |
| 12  | Francia       | Samson N'Dicka Matam         | 285,0     |
| 13  | Kazakistan    | Dmitriy Lomakin              | 282,5     |
| 14  | Corea del Sud | Young-Tae Kim                | 275,0     |
| 15  | Nigeria       | Sunday Mathias               | 265,0     |

Non classificati: Im Yong-su  Corea del Nord, Umurbek Bazarbayev  Turkmenistan, Alexey Bortkov  Russia, Naim Süleymanoğlu  Turchia, Chom Singnoi  Thailandia

Squalificato per uso di sostanze dopanti: Sevdalin Minchev Angelov  Bulgaria 317,5 (3°)

### Categoria 69 kg
20 settembre
| Pos | Nazione       | Atleta            | Risultato |
| --- | ------------- | ----------------- | --------- |
|     | Bulgaria      | Galabin Boevski   | 357,5     |
|     | Bulgaria      | Georgi Markov     | 352,5     |
|     | Bielorussia   | Sjarhej Laŭrėnaŭ  | 340,0     |
| 4   | Cina          | Zhang Guozheng    | 337,5     |
| 5   | Armenia       | Rudik Petrosyan   | 335,0     |
| 6   | Grecia        | Valerios Leōnidīs | 330,0     |
| 7   | Corea del Sud | Lee Bae-young     | 330,0     |
| 8   | Corea del Sud | Hak-Bong Kim      | 330,0     |
| 9   | Azerbaigian   | Turan Mirzəyev    | 327,5     |
| 10  | Tunisia       | Youssef Sbai      | 320,0     |
| 11  | Giappone      | Yoshihisa Miyaji  | 320,0     |
| 12  | Belgio        | Francoise Demeure | 310,0     |
| 13  | Italia        | Giuseppe Ficco    | 302,0     |
| 14  | Turchia       | Yasin Arslan      | 300,0     |
| 15  | Canada        | Sebastien Groulx  | 297,5     |
| 16  | Panama        | Alexi Batista     | 242,5     |
| /   | Cina          | Jianhui Wan       | RIT.      |

### Categoria 77 kg
22 settembre
| Pos | Band                      | Atleta            | Nazione        | Risultato |
| --- | ------------------------- | ----------------- | -------------- | --------- |
|     | Cina (bandiera)           | Zhan Xugang       | Cina           | 367,5     |
|     | Grecia (bandiera)         | Viktōr Mītrou     | Grecia         | 367,5     |
|     | Armenia (bandiera)        | Arsen Melikyan    | Armenia        | 365,0     |
| 4   | Kazakistan (bandiera)     | Sergej Filimonov  | Kazakistan     | 362,5     |
| 5   | Albania (bandiera)        | Ilirian Suli      | Albania        | 355,0     |
| 6   | Corea del Nord (bandiera) | Jon Chol-ho       | Corea del Nord | 352,5     |
| 7   | Germania (bandiera)       | Ingo Steinhöfel   | Germania       | 350,0     |
| 8   | Ucraina (bandiera)        | Dmytro Hnidenko   | Ucraina        | 350,0     |
| 9   | Cuba (bandiera)           | Idalberto Aranda  | Cuba           | 350,0     |
| 10  | Turchia (bandiera)        | Mehmet Yılmaz     | Turchia        | 347,5     |
| 11  | Ucraina (bandiera)        | Ruslan Savchenko  | Ucraina        | 337,5     |
| 12  | Stati Uniti (bandiera)    | Oscar Chaplin III | Stati Uniti    | 335,0     |
| 13  | Turchia (bandiera)        | Ayhan Cicek       | Turchia        | 325,0     |
| 14  | Australia (bandiera)      | Damian Brown      | Australia      | 320,0     |
| 15  | Porto Rico (bandiera)     | Carlos Sauri Cruz | Porto Rico     | 305,0     |
| 16  | Sierra Leone (bandiera)   | Joseph T. Bellon  | Sierra Leone   | 200,0     |

Non classificati: Mohammad Hossein Barkhah  Iran, Adrian Popa  Ungheria.

### Categoria 85 kg
23 settembre
| Pos | Band                       | Atleta                | Nazione      | Risultato |
| --- | -------------------------- | --------------------- | ------------ | --------- |
|     | Grecia (bandiera)          | Pyrros Dīmas          | Grecia       | 390,0     |
|     | Germania (bandiera)        | Marc Huster           | Germania     | 390,0     |
|     | Georgia (bandiera)         | Giorgi Asanidze       | Georgia      | 390,0     |
| 4   | Polonia (bandiera)         | Krzysztof Siemion     | Polonia      | 380,0     |
| 5   | Armenia (bandiera)         | Gagik Khachatryan     | Armenia      | 380,0     |
| 6   | Australia (bandiera)       | Sergo Chakhoyan       | Australia    | 377,5     |
| 7   | Grecia (bandiera)          | Christos Spyrou       | Grecia       | 375,0     |
| 8   | Cuba (bandiera)            | Ernesto Quiroga       | Cuba         | 375,0     |
| 9   | Polonia (bandiera)         | Mariusz Rytkowski     | Polonia      | 370,0     |
| 10  | Romania (bandiera)         | Valeriu Calancea      | Romania      | 365,0     |
| 11  | Cuba (bandiera)            | Joel Mackenzie        | Cuba         | 365,0     |
| 12  | Azerbaigian (bandiera)     | Nizami Pashayev       | Azerbaigian  | 357,5     |
| 13  | Russia (bandiera)          | Jurij Myškovec        | Russia       | 355,0     |
| 14  | Uzbekistan (bandiera)      | Bahtiyor Nurullaev    | Uzbekistan   | 352,5     |
| 15  | Egitto (bandiera)          | Mohamed Moussa El Dib | Egitto       | 352,5     |
| 16  | Kirghizistan (bandiera)    | Mital Sharipov        | Kirghizistan | 345,0     |
| 17  | Italia (bandiera)          | Sergio Mannironi      | Italia       | 330,0     |
| 18  | Samoa Americane (bandiera) | Ofisa Ofisa           | Samoa        | 310,0     |
| 19  | Libano (bandiera)          | Khodor Alaywan        | Libano       | 290,0     |

Ritirato: Shahin Nasirinia  Iran

### Categoria 94 kg
24 settembre
| Pos | Band                    | Atleta             | Nazione      | Risultato |
| --- | ----------------------- | ------------------ | ------------ | --------- |
|     | Grecia (bandiera)       | Kakhi Kakhiashvili | Grecia       | 405,0     |
|     | Polonia (bandiera)      | Szymon Kołecki     | Polonia      | 405,0     |
|     | Russia (bandiera)       | Aleksej Petrov     | Russia       | 402,5     |
| 4   | Iran (bandiera)         | Kouroush Bagheri   | Iran         | 402,5     |
| 5   | Moldavia (bandiera)     | Vadim Vacarciuc    | Moldavia     | 397,5     |
| 6   | Ungheria (bandiera)     | Zoltán Kovács      | Ungheria     | 397,5     |
| 7   | Turchia (bandiera)      | Bunyami Sudas      | Turchia      | 392,5     |
| 8   | Venezuela (bandiera)    | Julio Luna Fermin  | Venezuela    | 392,5     |
| 9   | Cuba (bandiera)         | Michel Matista     | Cuba         | 385,0     |
| 10  | Australia (bandiera)    | Aleksan Karapetyan | Australia    | 382,5     |
| 11  | Ucraina (bandiera)      | Andriy Demchuk     | Ucraina      | 377,5     |
| 12  | Kazakistan (bandiera)   | Slavik Nyu         | Kazakistan   | 375,0     |
| 13  | Kazakistan (bandiera)   | Andrey Makarov     | Kazakistan   | 375,0     |
| 14  | Australia (bandiera)    | Kiril Kounev       | Australia    | 375,0     |
| 15  | Kirghizistan (bandiera) | Bakyt Ahmetov      | Kirghizistan | 367,5     |
| 16  | Bielorussia (bandiera)  | Pavel Bazuk        | Bielorussia  | 365,0     |
| 17  | Germania (bandiera)     | Lars Betker        | Germania     | 365,0     |
| 18  | Lettonia (bandiera)     | Sergejs Lazovskis  | Lettonia     | 355,0     |
| 19  | Argentina (bandiera)    | Dario Lecman       | Argentina    | 305,0     |

### Categoria 105 kg
25 settembre
| Pos | Band                | Atleta              | Nazione  | Risultato |
| --- | ------------------- | ------------------- | -------- | --------- |
|     | Iran (bandiera)     | Hossein Tavakoli    | Iran     | 425,0     |
|     | Bulgaria (bandiera) | Alan Cagaev         | Bulgaria | 422,5     |
|     | Qatar (bandiera)    | Said Saif Asaad     | Qatar    | 420,0     |
| 4   | Ucraina (bandiera)  | Ihor Razor'onov     | Ucraina  | 420,0     |
| 5   | Russia (bandiera)   | Evgenij Čigišev     | Russia   | 415,0     |
| 6   | Moldavia (bandiera) | Alexandru Vratan    | Moldavia | 410,0     |
| 7   | Romania (bandiera)  | Florin Vlad         | Romania  | 405,0     |
| 8   | Polonia (bandiera)  | Grzegorz Kleszcz    | Polonia  | 405,0     |
| 9   | Polonia (bandiera)  | Mariusz Jedra       | Polonia  | 390,0     |
| 10  | Ecuador (bandiera)  | Boris Burov         | Ecuador  | 387,5     |
| 11  | Lituania (bandiera) | Ramunas Vysniauskas | Lituania | 385,0     |
| 12  | Italia (bandiera)   | Moreno Boer         | Italia   | 365,0     |
| 13  | Tonga (bandiera)    | Tevita Kofe Ngalu   | Tonga    | 295,0     |

Non classificati: Anatolij Chrapatyj  Kazakistan, Abdulaziz Alpak  Turchia, Denys Hotfrid  Ucraina, Jong-Kun Choi  Corea del Sud, Peter Tamtom  Ungheria, Tommy Yule  Regno Unito, Mukhran Gogia  Georgia, Evgueni Chichliannikov  Russia.

### Categoria oltre 105 kg
26 settembre
| Pos | Band                       | Atleta               | Nazione         | Risultato |
| --- | -------------------------- | -------------------- | --------------- | --------- |
|     | Iran (bandiera)            | Hossein Rezazadeh    | Iran            | 472,5     |
|     | Germania (bandiera)        | Ronny Weller         | Germania        | 467,5     |
|     | Russia (bandiera)          | Andrej Čemerkin      | Russia          | 462,5     |
| 4   | Qatar (bandiera)           | Jaber Salem          | Qatar           | 460,0     |
| 5   | Corea del Sud (bandiera)   | Tae-Hyun Kim         | Corea del Sud   | 460,0     |
| 6   | Lettonia (bandiera)        | Viktors Ščerbatihs   | Lettonia        | 452,5     |
| 7   | Polonia (bandiera)         | Pawel Najdek         | Polonia         | 425,0     |
| 8   | Ungheria (bandiera)        | Tibor Stark          | Ungheria        | 425,0     |
| 9   | Ucraina (bandiera)         | Gennadiy Krasilnikov | Ucraina         | 420,0     |
| 10  | Stati Uniti (bandiera)     | Shane Hamman         | Stati Uniti     | 420,0     |
| 11  | Ucraina (bandiera)         | Artem Udachyn        | Ucraina         | 415,0     |
| 12  | Uzbekistan (bandiera)      | Igor Alilov          | Uzbekistan      | 410,0     |
| 13  | Spagna (bandiera)          | Jon Tecedor          | Spagna          | 395,0     |
| 14  | Rep. Ceca (bandiera)       | Petr Sobotka         | Repubblica Ceca | 392,5     |
| 15  | Romania (bandiera)         | Marius Alecu         | Romania         | 390,0     |
| 16  | Georgia (bandiera)         | Valeriane Sarava     | Georgia         | 385,0     |
| 17  | Nuova Zelanda (bandiera)   | Nigel Avery          | Nuova Zelanda   | 382,5     |
| 18  | Australia (bandiera)       | Anthony Martin       | Australia       | 370,0     |
| 19  | Australia (bandiera)       | Chris Rae            | Australia       | 360,0     |
| 20  | Samoa Americane (bandiera) | Alesana Sione        | Samoa Americane | 357,5     |
| 21  | Rep. Dominicana (bandiera) | Plaiter Reyes        | Dominicana      | 352,5     |

Squalificato: Ashot Danielyan  Armenia 465,0 (3°)

Ritirati: Hisaya Yoshimoto  Giappone, Raimonds Bergmanis  Lettonia.

## Partecipanti per federazione di appartenenza
| Federazione      | U   | D  | T   | Federazione        | U | D | T | Federazione  | U | D | T  |  |
| Albania          | 1   | 0  | 1   | Guam               | 0 | 1 | 1 | Seychelles   | 1 | 0 | 1  |  |
| Algeria          | 0   | 1  | 1   | Guatemala          | 1 | 0 | 1 | Slovacchia   | 0 | 1 | 1  |  |
| Argentina        | 1   | 1  | 2   | India              | 1 | 2 | 3 | Spagna       | 1 | 2 | 3  |  |
| Armenia          | 6   | 0  | 6   | Indonesia          | 0 | 3 | 3 | Taiwan       | 2 | 2 | 4  |  |
| Australia        | 8   | 4  | 12  | Iran               | 6 | 0 | 6 | Tonga        | 1 | 0 | 1  |  |
| Azerbaigian      | 3   | 1  | 4   | Italia             | 3 | 1 | 4 | Thailandia   | 1 | 4 | 5  |  |
| Belgio           | 1   | 1  | 2   | Kazakistan         | 5 | 1 | 6 | Tunisia      | 1 | 0 | 1  |  |
| Bielorussia      | 4   | 1  | 5   | Kirghizistan       | 2 | 0 | 2 | Turchia      | 8 | 0 | 8  |  |
| Brasile          | 0   | 1  | 1   | Lettonia           | 3 | 0 | 3 | Turkmenistan | 1 | 0 | 1  |  |
| Bulgaria         | 8   | 4  | 12  | Libano             | 1 | 0 | 1 | Ucraina      | 8 | 2 | 10 |  |
| Canada           | 1   | 1  | 2   | Lituania           | 1 | 0 | 1 | Ungheria     | 5 | 3 | 8  |  |
| Ceca, Repubblica | 1   | 0  | 1   | Messico            | 0 | 1 | 1 | Stati Uniti  | 2 | 4 | 6  |  |
| Cina             | 8   | 4  | 12  | Micronesia         | 1 | 0 | 1 | Uzbekistan   | 2 | 0 | 2  |  |
| Colombia         | 2   | 1  | 3   | Moldavia           | 3 | 0 | 3 | Venezuela    | 1 | 1 | 2  |  |
| Corea del Nord   | 2   | 2  | 4   | Birmania           | 0 | 3 | 3 |              |   |   |    |  |
| Corea del Sud    | 6   | 2  | 8   | Nauru              | 1 | 1 | 2 |              |   |   |    |  |
| Croazia          | 1   | 0  | 1   | Nicaragua          | 1 | 0 | 1 |              |   |   |    |  |
| Cuba             | 5   | 0  | 5   | Nigeria            | 1 | 4 | 5 |              |   |   |    |  |
| Rep. Dominicana  | 1   | 1  | 2   | Norvegia           | 1 | 0 | 1 |              |   |   |    |  |
| Ecuador          | 1   | 0  | 1   | Nuova Zelanda      | 1 | 1 | 2 |              |   |   |    |  |
| Egitto           | 1   | 1  | 2   | Palau              | 0 | 1 | 1 |              |   |   |    |  |
| El Salvador      | 0   | 1  | 1   | Panama             | 1 | 0 | 1 |              |   |   |    |  |
| Figi             | 0   | 1  | 1   | Papua Nuova Guinea | 0 | 1 | 1 |              |   |   |    |  |
| Finlandia        | 1   | 0  | 1   | Polonia            | 6 | 3 | 9 |              |   |   |    |  |
| Francia          | 2   | 1  | 3   | Porto Rico         | 1 | 1 | 2 |              |   |   |    |  |
| Georgia          | 3   | 0  | 3   | Qatar              | 5 | 0 | 5 |              |   |   |    |  |
| Germania         | 5   | 1  | 6   | Romania            | 6 | 1 | 7 |              |   |   |    |  |
| Giappone         | 5   | 3  | 8   | Russia             | 6 | 3 | 9 |              |   |   |    |  |
| Gran Bretagna    | 1   | 0  | 1   | Samoa              | 1 | 0 | 1 |              |   |   |    |  |
| Grecia           | 8   | 2  | 10  | Samoa Am.          | 1 | 0 | 1 |              |   |   |    |  |
| TOTALE           | 179 | 82 | 261 |                    |   |   |   |              |   |   |    |  |